# Индейская вдова
«Индейская вдова» (англ. Indian Widow) — картина английского художника Джозефа Райта, законченная в конце 1793 или начале 1794 года и впервые выставленная на персональной выставке Райта в 1985 году. Сейчас картина выставлена в Музее и художественной галерее Дерби. Сам художник использовал название «Индейская вдова», но более полное название — «Вдова индейского предводителя, смотрящая за оружием своего покойного мужа» (англ. The Widow of an Indian Chief Watching the Arms of Her Deceased Husband).
Согласно Николсону, часть деталей картины («форма головного убора, обработка перьев, стеганые шнуры и ножевые ножны, а также буйволиная мантия») достаточно достоверны, в то время как драпировка — лишь дань модной манере изображения женщин, переживающих сложности; это говорит в пользу того, что Райт использовал подлинный реквизит.
Другой художник из Дерби, Джон Рафаэль Смит (John Raphael Smith), выгравировал эту картину в 1785 году. Сам Райт написал ещё довольно близкую копию «Индейской вдовы» (утраченную при пожаре), а также ещё одну картину, посвящённую женской силе духа — «Дама в комусе Мильтона», которая находится в галерее искусств Уокера в Ливерпуле.